# غونزالو كيبو ديانو
غونزالو كيبو ديانو (بالإسبانية: Gonzalo Queipo de Llano)‏ (تورديسيلاس 5 فبراير 1875 - إشبيلية 9 مارس 1951) هو عسكري إسباني وصل إلى رتبة فريق في سلاح الفرسان، وشارك في الحرب الأهلية الإسبانية.
تلقى تعليمه في إحدى المعاهد ثم حارب في الحرب الإسبانية الأمريكية وحروب الريف، وارتقى إلى رتبة عميد سنة 1923. على الرغم من أنه دعم في البداية الديكتاتور ميغيل بريمو دي ريفيرا، إلا أن انتقاده لسياسته أدى إلى تأخير ترقيته ونقله إلى الاحتياط في 1928. تآمر للإطاحة بملكية ألفونسو (1930)، مما أجبره على النفي إلى البرتغال. وبعد إعلان الجمهورية تم تعيينه قائدًا عامًا لمدريد ومفتشًا عامًا للجيش، مما ساهم بشكل أساسي في نجاح الإصلاحات العسكرية لمانويل أثانيا. ولاحقا تم تعيينه رئيسًا للغرفة العسكرية لرئيس الجمهورية نيكيتو ألكالا زامورا، الذي أصبح مستشارًا له، حتى استقالته في 1933 بعد انتقادات لمنصبه بسبب سلسلة من التدخلات في الحياة السياسية.
أظهر كيبو ديانو عدم الرضا عن الاتجاه الذي اتخذته سياسة الجمهورية، وخاصة بعد إزاحة ألكالا زامورا، فتعاون مع مولا وسانخورخو أحد القادة الرئيسيين للانقلاب العسكري ضد حكومة الجبهة الشعبية الذي تسبب فشل الانقلاب باندلاع الحرب الأهلية الإسبانية.
قاد التمرد العسكري في إشبيلية، أحد معاقل الجبهة الشعبية فقمع معارضيه قمعًا قويًا تسبب بمقتل 3028 شخصًا في إشبيلية فقط في الفترة بين 18 يوليو 1936 ويناير 1937.
برز باستخدامه للبث الإذاعي بأنها وسيلة من وسائل الحرب النفسية بمحادثاته الشهيرة من خلال Unión Radio Sevilla. ثم عين رئيسًا لجيش الجنوب، وتولى الحكم العسكري والمدني وطوال الحرب تصرف باستقلالية تامة تقريبًا، مما أدى إلى كونه معروفًا باسم «نائب الأندلس».
تمت ترقيته إلى رتبة فريق وأعطي وشاح سان فرناندو بعد انتصاره في الحرب الأهلية، ومع ذلك فقد أبعده الجنرال فرانكو.

## حياته

### سنواته الأولى
ولد كيبو ديانو في تورديسيلاس يوم 5 فبراير 1875,7 وهو نجل قاضي البلدية المحلية غونزالو كويبو دي يانو، وأمه مرسيدس سييرا. وحسب العرف السائد في ذلك الوقت فقد أكمل الدراسة المتوسطة في مدرسة الأبرشية المحلية. ثم دخل أكاديمية الفرسان في بلد الوليد بسن 18، حيث تلقى القليل من التدريب العسكري الفني على الرغم من أنه استند على المبادئ التقليدية لحب الوطن وطاعة القيادة وتقديس الشرف الولاء والشجاعة أمام العدو والانضباط قبل كل شيء. على الرغم من أنه لديه موهبة بالخطابات. وأنهى تدريبه في الأكاديمية (1893-1896) برتبة ملازم ثان، وساهم في الحرب الاستعمارية في كوبا. هناك حصل على خمس صلبان الملكة كريستينا لمزايا الحرب ورقي إلى نقيب. وبعد هزيمة حرب 1898 عاد إلى إسبانيا وفي سنة 1901 تزوج من جينوفيفا مارتي توفار ابنة رئيس محكمة في بلد الوليد.
في حالة السيرة الذاتية العسكرية، يجب أن يوضع في الاعتبار أن الضابط الذي يدخل الجيش هو مسؤول في الدولة يخضع لقواعد بيروقراطية مشتركة: الراتب مع الحوافز والرتبة والتاريخ المنعكس في سجل الخدمة. كانت الفرصة الوحيدة للترقية السريعة للعديد من الضباط غهي الذهاب إلى المغرب، حيث كان الراتب أعلى في جميع الدرجات، وتمنح أيضا ترقيات مزايا الحرب بسخاء.
وفي سنة 1909 انضم إلى فوج رماة الملكة في رحلته القصيرة إلى مليلية للتدخل في الحملة العسكرية التي نشأت بعد كارثة معركة وادي الذئاب. وفي سنة 1910 قفز إلى المشهد العام كونه أحد المحتجين ضد وزير الحرب Agustín Luque بسبب المكافآت التي تلقاها جراء الحملة الأخيرة في مليلية وعزز أيضًا مظاهرة رسمية في مدريد أمام صحيفة لا كورسيلينسيا ميليتار العسكرية. واعتقلته الشرطة أيضاً بسبب مشاكله، وحبس لشهرين في السجن العسكري في كاستيلو دي سانتا كاتالينا (قادس) ويفترض أنه فقد منصبه.
وفي 1912 عندما عاد إلى المغرب ووصل إلى رتبة عقيد وكرس نفسه أيضًا لعمله الخاص في استيراد الفحم الإنجليزي. وعاد إلى الوطن في 1916. ظهر مرة أخرى في الصحافة كمشارك في النزاع بين الجنرال خوسي سانخورخو والعقيد خوسيه ريكيلمي بصفتهما عرّابيه السابقين. وترقي في 1923 إلى عميد وتم تكليفه بالقيادة الثانية لمنطقة سبتة.

### نشاطه التآمري
على الرغم من تدريبه العسكري، كان نظرية الولاء لدى كيبو ديانو تبادلية وشخصانية، بدلاً من ولاءه المؤسساتي: «أنا مدين بالولاء فقط للشخص المخلص لي.» أعلنت الديكتاتورية أن كيبو ديانو كان ذو علاقة مستمرة مع الدكتاتور الجنرال بريمو دي ريفيرا الذي هو أكبر منه بخمس سنوات، وكان صديقا مقربا منه. أسس في سبتة 1924 نشرة سياسية تسمى «مجلة القوات الاستعمارية». وبسبب الخلافات مع رئيسه الجنرال مانويل مونتيرو نافارو، نقل من مكانه وعين فيما بعد مساعد لحاكم قادس العسكري. في الشهر التالي عاد مرة أخرى إلى الحملة المغربية (30 أغسطس 1924) مساعدا لحاكم لمنطقة سبتة. وعين الدكتاتور نفسه المفوض السامي والقائد العام للجيش لتوجيه استراتيجيته المخططة بشكل شخصي ومباشر. في ذلك الشهر من شهر سبتمبر شارك كويبو بنشاط مع رتله في العديد من المعارك المعروفة، مثل معارك بني-سلات وزينات. وخبير في مهمات سلاح الفرسان الخطرة، ولكن تم استدعاؤه واعتقاله شهرين في فيرول بتهمة الإهمال في حماية رتل الجنرال خوسيه ريكيلمي. ثم طُرِدَ الجنرال المستاء من منصب الحاكم العسكري لقرطبة لأنه قال علانية أن الحرفين UP الذي يعني (بالإسبانية: Unión Patriótica الاتحاد الوطني الإسباني)‏ وهو حزب النظام الحاكم قد يعني أيضا (بالإسبانية: Urinario Público المرحاض العام)‏. وفي ذلك العام شارك في محاولة للإطاحة بالدكتاتورية عرفت باسم سانخوانادا في 1926. في 17 مايو 1928 قرر مجلس تصنيف الجيش الذي يسيطر عليه بريمو دي ريفيرا نقل كويبو إلى الاحتياط، لأنه «غير منضبط وضال وصعب الإنقياد»، لذلك لم يستطع الترقية. في إحدى حالات فصله كان عليه أن يساعد نفسه مالياً من خلال صنع صابون محلي الصنع وبيعه شخصيًا للمتاجر في مدريد.
ماإن سقطت الديكتاتورية حتى شتم بريمو دي ريفيرا لدرجة أن أبنائه خوسيه أنطونيو وميغيل وبعض أقاربه الشباب لكموه في أحد المطاعم. وخلال حكم الجنرال بيرينغير شارك كيبو ديانو في انتفاضة خاكا في 15 ديسمبر 1930 المؤيدة للجمهورية من مطار كواترو فيينتوس (مدريد). في هذا الإجراء الذي تم تنفيذه مع رامون فرانكو تولى محطة الراديو ونشر أنباء كاذبة عن قيام الجمهورية في جميع أنحاء إسبانيا: «ثورة مدريد حامية. الجمهورية المعلنة». حاصرهم بسهولة الجنرال أورجاز الذي أحاط بالمطار وقبض على المتمردين. إلا أنهما فرا إلى البرتغال في ثلاث طائرات، ولكن ليس قبل إلقاء بعض المنشورات على مدريد. وفي لشبونة تقدم بطلب للحصول على جوازات سفر من فرنسا وبلجيكا وهولندا. ثم لجأ إلى فرنسا حيث تعرف على إنداليسيو برييتو وعلى مارسلينو دومنغو وغيرهم من الجمهوريين الإسبان. وبدأت عملية عسكرية موجهة ضد المسؤولين عن المحاولة الانقلابية، ولكنه فر قبل صدور الملاحقة القضائية، في 25 فبراير 1931 تم تسريحه من الجيش بأمر ملكي "لغيابه عن وجهته لأكثر من شهرين. ومع ذلك فإن هذه المغامرة المجنونة حولت كيبو ديانو إلى بطل جمهوري شعبي.

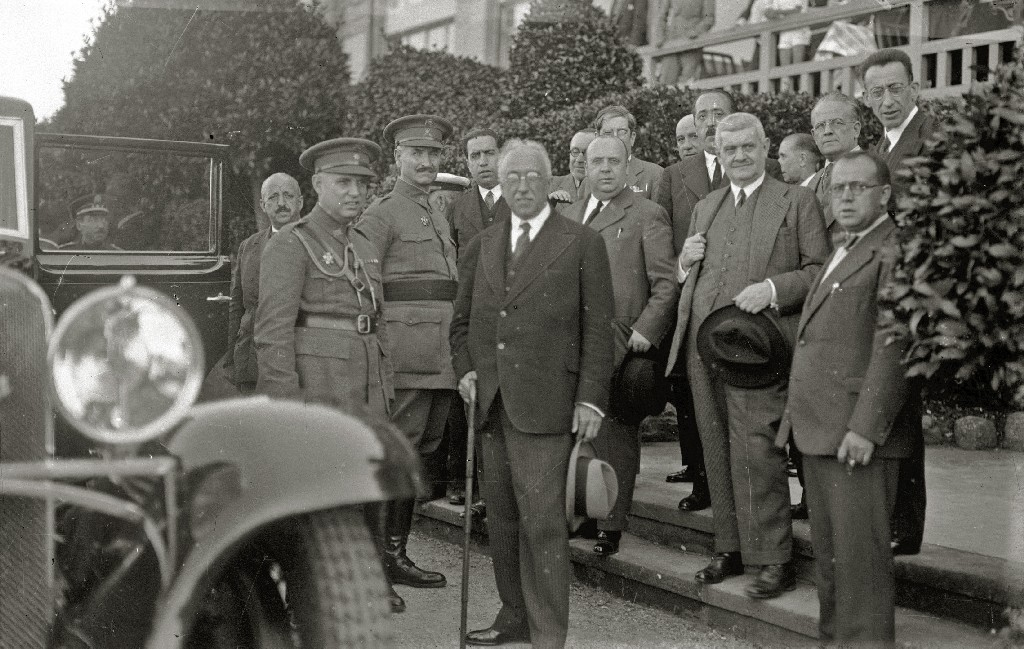
صورة تجمع ألكالا زامورا مع شخصيات أخرى في سان سباستيان سنة 1932، ويظهر كيبو ديانو خلفه.

كان المنفى قصير الأجل، ففي 14 أبريل 1931 تم إعلان الجمهورية الثانية. فعاد إلى إسبانيا ليجد الجماهير تحييه، فعينته الحكومة المؤقتة على الفور قائد عام مدريد، (لاحقًا آمر القيادة الأولى) ليصبح في وقت قصير واحدًا من الجيش الديمقراطي الأساسي، وبدعم من ثقته بنفسه ليصبح المفتش العام للجيش وبصفته عضوًا في المجلس الأعلى للحرب، فإن الإصلاحات التي نفذها مانويل أثانيا، على الرغم من أن وزير الحرب كان متخوفا من قدراته. ولكنه كان على استعداد لتطبيق قانون القضاء العسكري في حالة حدوث أي طارئ.
استقر كيبو ديانو مع عائلته في سكن مناسب لرتبته في حي فخم بمدريد، ثم بدأ في الشعور بأن الجمهورية فكرته وملكه. فبدأ يظهر ذلك عند ركوبه حصان الملك «فافوريتا»، وأيضا استخدامه السيارة المدرعة التي كان بريمو دي ريفيرا يتجول عليها. واتهم في تلك الوقت بإساءة استغلال منصبه المتميز لنيل الدعم، والذي شوهه لاحقا بأنه «عنصر إضافي». تمت ترقيته إلى قائد عام وعين رئيسًا للغرفة العسكرية لرئيس الجمهورية ألكالا زامورا، الذي أصبح نسيبا له، واستمر بمنصبه حتى 9 مارس 1933 عندما أُعفي من منصبه بعد قيامه بسلسلة من التدخلات السياسية مع بعض البرلمانيين.
ولإبعاده عن السياسة، تم تعيينه مديرًا عامًا لحرس الحدود [الإسبانية]، ولكن بسبب نشر صحيفة Informaciones رسالة خاصة له يدافع فيها عن رواتب مرؤوسيه، قام مجلس الوزراء بفصله. منذ تلك اللحظة ركن جانبا وقلت أهميته، على الرغم من أن الحكومات اليمينية اللاحقة (ليروكس وجيل روبلز) عينته مفتشًا عامًا لحرس الحدود. إلا أن الهالة التي أحاطت به قد تلاشت.

## البدء بالانقلاب
واجهت السياسة العسكرية للحكومات الديمقراطية المتعاقبة معارضة جزء كبير من الجيش وبها روح التآمر. أحدثت إزاحة البرلمان نيكيتو ألكالا زامورا من رئاسة الجمهورية تغييرًا عميقًا في مزاج كويبو دي لانو. فانضم إلى المؤامرة الإنقلابية وإن تأخر قليلا. وعلى الرغم من أنه أنقذ حياة سانخورخو من خلال العفو عنه بعد محاولته الانقلابية الفاشلة آخر قبل أربع سنوات، إلا أنه وافق على قيادته للتمرد العسكري، وهذه المرة أصبحت المؤامرة أكثر تنظيما بإدارة الجنرال الأفريقي إميليو مولا مع جنرالات مرموقين آخرين. لم يكن مولا يحسب في البداية كيبو ديانو من ضمن الخلية. وكانت خطة الانقلاب على مدريد: إنه يتقدم بنفسه من الشمال، وفرانكو من الجنوب وغوديد من الشمال الشرقي. بمجرد الاستيلاء على العاصمة بالقوة، فإن سانخورخو يطير من البرتغال ويتولى الإدارة العسكرية افتراضيًا، يكون مولا وزير الداخلية. ولكن أصر كيبو ديانو على المساهمة، ووعدهم بإقناع الجنرال ميغيل كابانياس بالأمر. وكان بالفعل جنرالًا ناضجًا ومزاجي ومتهور ولديه خبرة أفريقية كافية. ففي فترة السنتين الراديكالية، عهدت له الحكومة بمفتشية حرس الحدود العامة، وهي وظيفة صغيرة نسبيًا (على الرغم من كونها مدفوعة الأجر) ولكنها تتطلب منه السفر. وكما أعلن هو نفسه بسخرية لاحقًا، فقد سمح له هذا بالمرور عبر جميع حاميات إسبانيا متحايلًا على يقظة حكومة الجبهة الشعبية، واتصل ببعض الضباط المتورطين في الانتفاضة. لم يكن له قيادة في أي ساحة، أراد كويبو أن يثور من مدينته بلد الوليد. فتعيينه في حامية إشبيلية (رئيس القيادة المنطقة الثاني) لم يحدد حتى نهاية يونيو 1936 من قبل قيادة «لجنة» المتآمرين.
نجحت الانقلابات الأوروبية السابقة باتباع أنماط قمعية دقيقة. في هذه الحالة كان انقلابًا عسكريًا: فعندما يستولي الانقلابيون من الجيش على الدولة. ستسري «التعليمات» بصورة سرية وفعالة بين مولا والجهات الملتزمة. إلا أن نقطة ضعف المؤامرة كانت الضوابط التي لم تقرر بعد، وكذلك السلوك العشوائي للحرس المدني. لتجنب انتهاكات الأفارقة التي كانوا يعرفونها جيدًا وافقوا على عدم منح أنفسهم ترقيات أو مكافآت لأعمال الحرب على الأقل طوال مدة الحملة.
عندما وقع التمرد في الحاميات المغربية في 17 يوليو 1936، كان كيبو ديانو في مقاطعة ولبة يحاكي عملية تفتيش. وأثناء وجوده في السينما تم إبلاغه بتنفيذ الانقلاب، وهي علامة على بداية تنفيذ ما كان مخططًا له (في 11 يوليو كان قد أرسل بالفعل عائلته من مدريد إلى منزل ابنته المتزوجة في ملقة، لاعتقاده أنه ملجأ جيد). وتجاوزًا للمراقبة الحكومية لم يظهر حتى صباح 18 يوليو في إشبيلية، حيث كان يأمل في الحصول على تدريب مدني من خوسيه غارسيا كارانزا إل الغابينو، مصارع ثيران معروف ورجل محلي لا يعرفه ولكن تم تقديمه مع 1500 فلانخي. لكن في لحظة الحقيقة كان عدد الفلانخيون الموعودين هم 15، ثم أضيف إليهم ستين آخرين بعد إطلاق سراحهم من السجن لاحقا. تم إبلاغ هيئة الأركان العامة والعديد من ضباط الحامية في إشبيلية بالمؤامرة بمن فيهم الحرس المدني وانتظارا للأوامر. وصلت نشرة تفصيلية للتمرد العسكري للحاكم المدني الجمهوري خوسيه ماريا فاريلا ريندويلس.

### تمرد إشبيلية

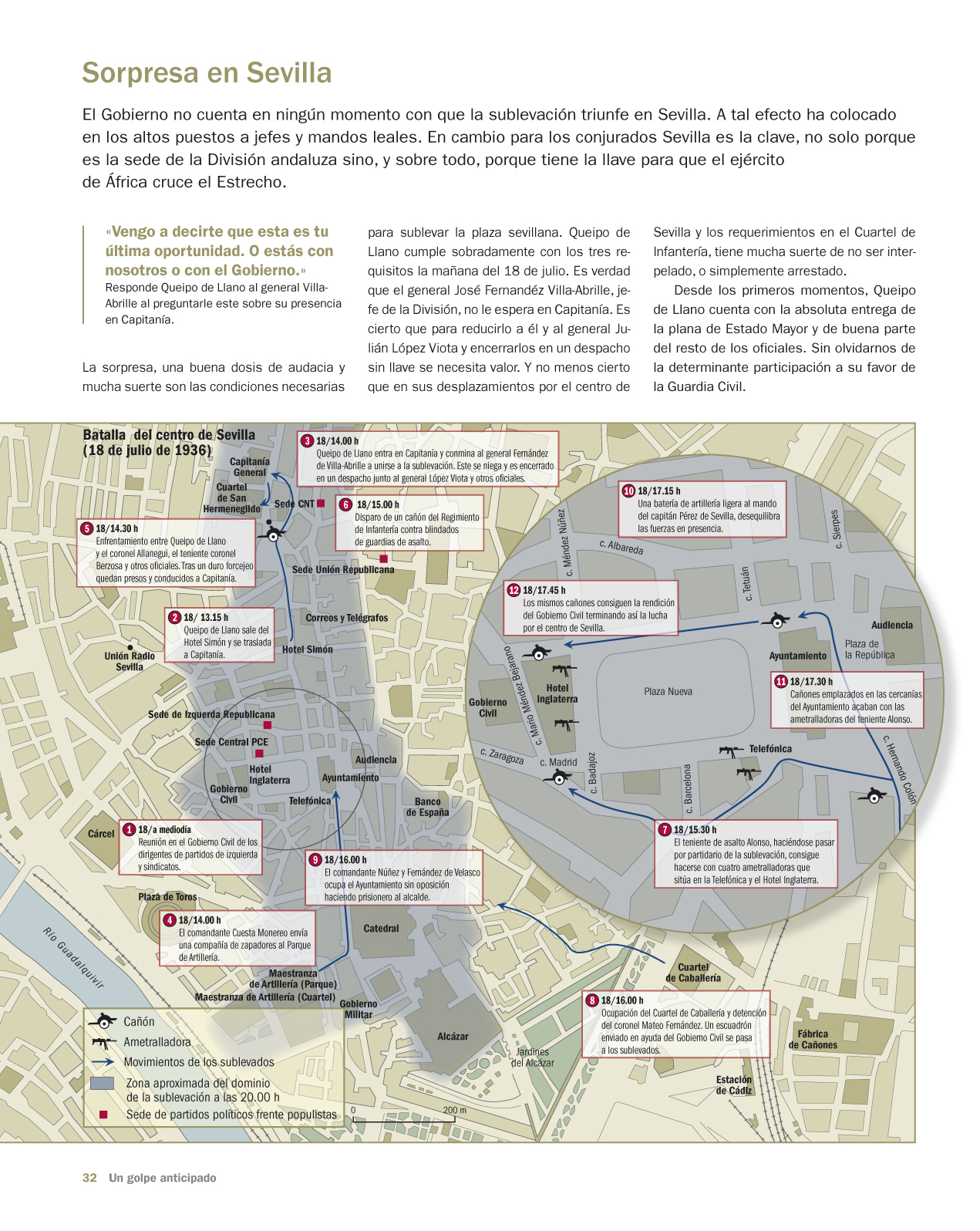
خريطة الاشتباكات في وسط إشبيلية في 18 يوليو 1936.

أقام كيبو ديانو في فندق، حيث انتقل بالسيارة إلى مقر الفرقة الثانية (Plaza de la Gavidia)، في وسط إشبيلية حيث اختبئ في مكتب أحد المتواطئين. ثم ارتدى الزي العسكري والمسلح ومُحاط بمجموعة من المجندين ومخاطبا آمر الفرقة الثانية الجنرال فيلا-أبريل الذي لم يقدم أي معارضة (بل كان قلقًا في حالة فشل الانقلاب والنفي لاحقا، كما جرى مع سانخورخو)، فاحتجزه كيبو ديانو في مكتب الشعبة نفسها مع آمر المدفعية الجنرال لوبيز فيوتا. ثم انتقل كيبو ديانو سيرا على الأقدام مع بعض قادة الانقلاب الآخرين إلى مقر فوج المشاة السادس (غرناطة) القريب جدا من الشعبة، حاول هناك إقناع رئيسه العقيد مانويل ألانيجوي لوساريتا بالانضمام إلى الانتفاضة، لكنه رفض ورفض معه ضباط الفوج. فاقترح كيبو أن يذهبوا جميعًا إلى القسم للتحدث إلى فيلا-أبريل. قبل ألانيجوي ورجاله ولكن عندما وصلوا إلى الشعبة، تم القبض عليهم وحبسهم مع فيلا-أبريل.
أمر كيبو ديانو بالقبض على الفور على آمر المدفعية، وبالتالي حرم خصوم الانقلاب المحتملين من الأسلحة اللازمة لمواجهته. وتعد إشبيلية مدينة عمالية كبيرة، ومهيأة بشكل غير مستقر للدفاع عن نفسها في أحياء مثل تريانا ولاماكارينا وسان ماركوس وسان جوليان وغيرها، والتي بعد دعوة لإضراب عام أطلقته إذاعة يونيون من إشبيلية، تم تشكيل الحواجز وحرق الكنائس وبعض المباني التابعة للأرستقراطية.
تمكن ضباط فوج المدفعية الخفيفة الثالث بمساعدة العصابات الأخرى الوسائل للسيطرة على مركز إشبيلية من خلال التظاهر بالولاء للجمهورية. باستخدام المدافع الرشاشة ضد المباني المدنية (فندق إنجلترا وتلفونيكا والحكومة المدنية) فاستسلم الحاكم المدني للجيش المتمرد وتمكنوا من الاستيلاء على مبنى تلفونيكا الواقع في بلازا نوفا. وتجدر الإشارة إلى الوصف السخيف لتسامح كيبو ديانو في الساحة الصغيرة للشعبة، عندما أمر بالإعدام الفوري لـ 200 من حرس الاقتحام الذين أسرهم، ووصفها كيبو ديانو ببساطة عسكرية في مذكراته بأنه جنون لا معنى له. في نفس اليوم، أي 18 يوليو في الساعة العاشرة ليلاً قدم أول «خطاباته الدعائية» الإذاعية الشهيرة في إذاعته. بعد تحديد العناصر الموالية للجمهورية على أنها مارقة ومثيرة للشغب، وهددهم بأنه سيطاردهم مثل الحشرات، أنهى خطابه بعبارة «عاشت إسبانيا! عاشت الجمهورية!».

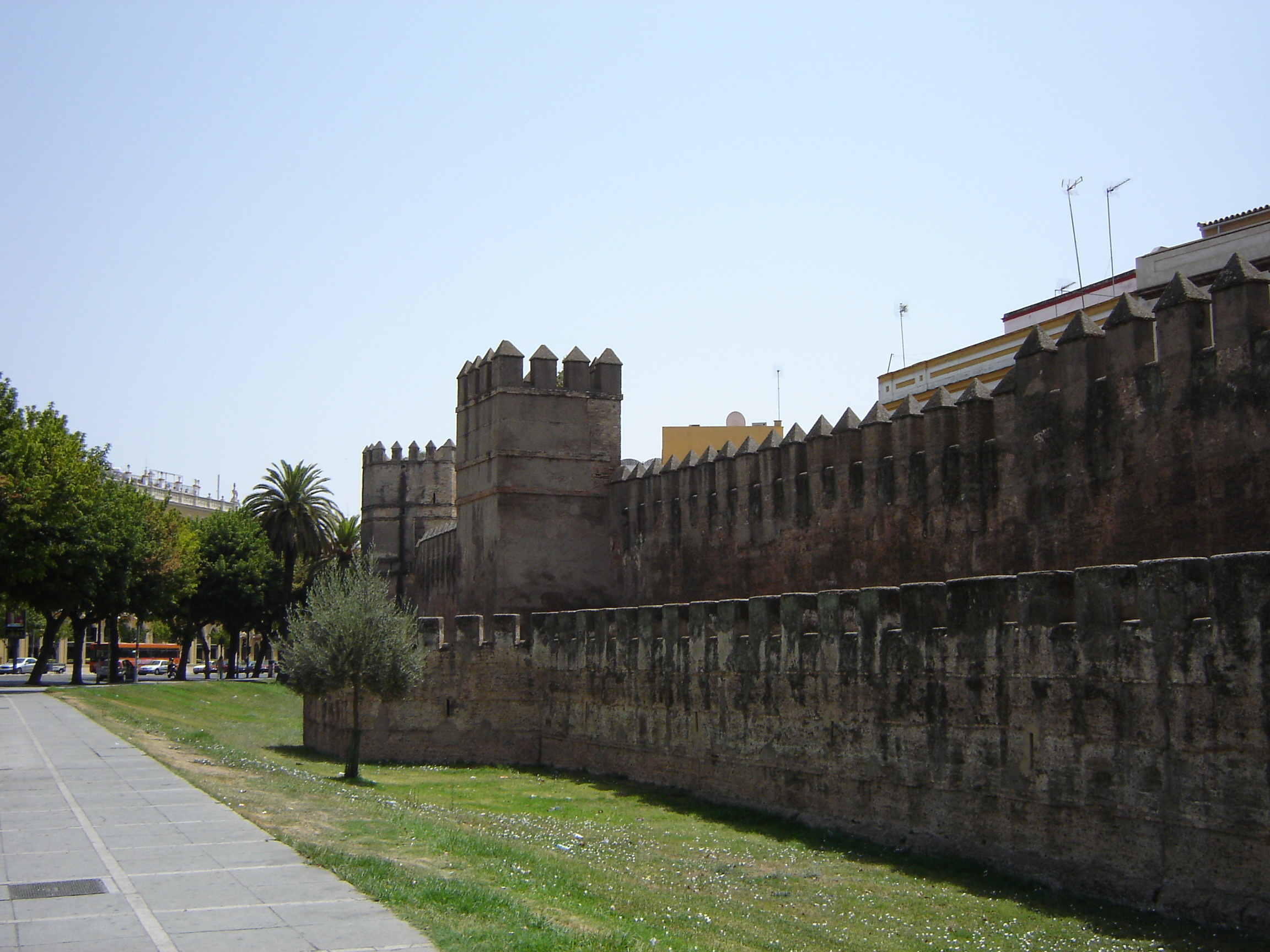
سور ماكارينا، حيث أعدم المدانين من الجهاز القانوني العسكري لكيبو ديانو. وبالإضافة إلى وجود فرقة إطلاق النار، فإن وجود كاهن وطبيب مصدقًا على الوفاة إلزاميًا. وبعدها يمر الفصيل بجوار الجثث.

كان من المتوقع منذ بداية سريان الردع الذي أدى إلى حالة الطوارئ، أن تظهر بعض الثورات التي ولدت الفوضى الاجتماعية من الكوماندوز المدنيين المسلحين، والتي افترضها الفلانخي ديونيسيو ريدريجو أنه «قمع غير رسمي وتلقائي». ولكن في الواقع كان:
في سن الـ 61 استقر في مبنى القبطانية العامةوباستخدام الهاتف والتلغراف والميكروفون أصبح الزعيم الأوحد في الأندلس للخطة القمعية الرئيسية التي أطلق عليها تقنيًا المؤرخون النظافة السياسية. إرادة مبرمجة ومتعمدة لإبادة الديمقراطية من خلال تطبيق الوحشية بشكل منهجي في جميع أنحاء البلاد كما تكشف عنه الانقلاب.

### بداية القمع
من خلال الإعلان على جوانب الساحات العامة وبكل مكان، عن تطبيق «حالة حرب» تلقائيًا مع جميع عواقبها:«النظرة التي تتهم، الإصبع الذي يشجب، اليد التي تشير إلى الأسماء في القائمة ... وقُتل العديد من الضحايا من قبل جيران معروفين كانوا داخل القرى.» وبسلطته التي أعلنها ذاتياً، اكتسب الجنرال الذي طُرد مرتين من الجيش شرعية قانونية.
أسّس المدعي العام فيليبي آكيدو كولونجا السوابق القضائية: «بالنظر إلى ذلك الاستثناء. كان السيد جنرال غونزالو كيبو ديانو يمتلك ذات مرة القيادة العسكرية للمنطقة أعلن أن حالة الحرب [هي] السلطة الشرعية الوحيدة في مواجهة تقاليد الوطن وتاريخه المستقبلي ... " لمدة خمسة أيام لم يكن هناك سلطة أكبر منه في الأندلس. وتفعل القمع لاحقا بسلسلة من الجبهات وأوامر أكثر تحديدًا تنبثق مباشرةً من الجنرال كيبو ديانو. تم إصدار تعليمات دقيقة بحيث لم يتم تسجيل القتلى في السجلات المدنية بقصد عدم ترك أي أثر ممكن. واستمرت هذه الحالة حتى 28 فبراير 1937، عندما أرسل الجنرال كويبو دي لانو تلغرافا إلى الحكام العسكريين للمقاطعات المحتلة:

### مراحل القمع
يميز المؤرخون مراحل القمع بثلاث مراحل زمنية متداخلة من جانب المتمردين:
1. استخدام منهجي لإجراء قتل سريع دون أي سبب، تحت غطاء الحرب (قمع شبه قانوني غير قانوني).
2. الإجراءات الثانية لمندوب النظام العام (قمع شبه قانوني منتظم).
3. أصبح الإجراء رسمي منذ فبراير 1937، من خلال مجالس الحرب (قمع مؤسسي وقانوني).[66][67]

قام مشرعو المتمردين بتصنيف ثلاثة اتهامات قانونية: التمرد ومساعدة التمرد والإثارة للتمرد.

## التشابك الهرمي
خلف الموت المفاجئ للجنرال سانخورخو في 20 يوليو فجوة خطيرة في قيادة الانقلاب العسكرية. فنشأ تضارب في القيادة عند قادة التمرد. فالجنرالان كابانياس وكيبو ديانو أقدم من الجنرال فرانكو. بينما كان فاريلا ومولا من رتبة أدنى. وفي 24 يوليو 1936 تم إنشاء ماسمى بمجلس الدفاع الوطني في بورغوس برئاسة الجنرال كابانياس، الذي سعى إلى السيطرة الإدارية القانونية الجماعية على الدولة الجديدة
في البداية وزع المجلس الدفاع المهام العسكرية بين الزملاء مع بعض الغموض المتعمد، واعطوا كيبو ديانو في 26 أغسطس مسمى الجنرال العام لـ «القوات العاملة في الأندلس»، الجنرال مولا «القائد العام لجيش الشمال»، والجنرال فرانكو «قائد القوات المغربية والجيش الاستكشافي» والتي تطلق عليه الصحافة بـ«جيش إفريقيا وجنوب إسبانيا». على هذا النحو قام فرانكو بتثبيت مقر منفصل له مؤقت في إشبيلية في قصر ياندوري الذي تم الاستيلاء عليه. كان مقر كيبو في القبطانية وكان يستخدم الفيلق والمغاربة الذين جلبهم فرانكو من إفريقيا لغزواته في الأندلس.

لكن استقلالية القيادة هذه استغرقت وقتًا قصيرًا للجنرال كيبو ديانو الذي اضطر في نهاية سبتمبر 1936 إلى التدخل في اجتماع سري في مزرعة للماشية بالقرب من سالامانكا حيث وعلى عكس التوقعات الأولية لمجلس الدفاع الوطني و«المؤكد أن يفسروا الشعور القومي الحقيقي»، انتخب العديد من الضباط الجنرال فرانكو رئيسا لحكومة الجبهة (وهي وظيفة واضحة بما فيه الكفاية في الأنظمة الديمقراطية للحكم) والتي كانت مصحوبة بوظيفة رئيس الأركان العامة للجيوش (" generalissimo" في خطاب الفاشي المتشدد). وبعد ذلك مباشرة وجه فرانكو«ضربة قاتلة داخل الانقلاب»: باستخدام خدعة قانونية من مستشاره مارتينيز فوسيت أعلن نفسه رئيسًا للدولة (El Caudillo) وخاضعًا لقيادته لارجعة فيه جميع الجنرالات الثائرين، ومضي قدما في القيادة العسكرية والمدنية وإفساح المجال للنظام الشمولي (عرفت لاحقا بالحركة الوطنية). وفي حديثه الإذاعي قال كويبو باختصار عن فرانكو:

## رئاسة جيش الجنوب

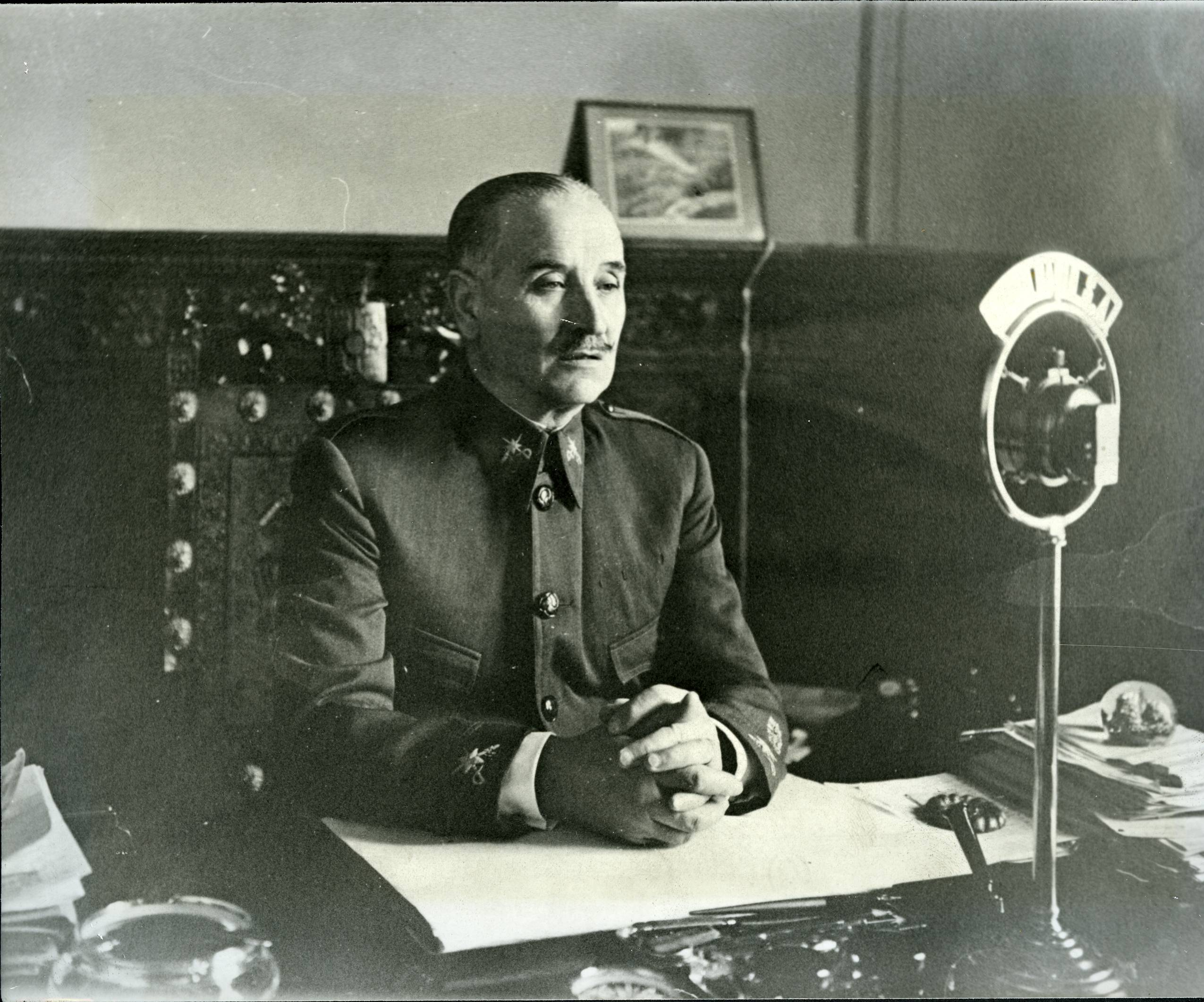
إحدى خطابات كيبو ديانو من خلال Unión Radio S.A خلال الحرب الأهلية. وقد تم إحصاء ستمائة خطاب منذ احتلال القوات المتمردة إشبيلية.

بمجرد تثبيته رئيسا لجيش العمليات الجنوب، واصل كيبو ديانو الاستحواذ على المناصب الأخرى مثل آمر المنطقة الثانية وكمفتش عام لفيلق حرس الحدود. فبدأ بتنظيم قوات منطقة أندلسيا المحتلة، وتولى شؤون الجيش والحكم، وعمل باستقلالية واضحة طوال فترة الحرب، مما أكسبه لقب (بالإسبانية: virrey الحاكم)‏، ففي الفترة مابين 18 يوليو - 24 يوليو 1936 بعد إنشاء مجلس الدفاع الوطني برئاسة الجنرال ميغيل كابانيلاس كانت هناك فترة 6 أيام كان فيها كيبو ديانو ملكا مطلقا لجنوب غرب الأندلس. بالإضافة إلى كراهية معينة من فرانكو، فالرئيس الأعلى معتاد على الاعتماد عليه في جميع القرارات.
في المنطقة الواقعة تحت قيادته استخدم نفس العنف الصحي كما هو الحال في أحياء إشبيلية، ولهذا السبب ظل لسنوات عديدة يتذكره الخيال الأندلسي ككل. فقد استخدم الحرس المدني والفلانخيون والكارليون والشرطة الموجودة هناك وغيرها من القوات شبه العسكرية اليمينية لهذا العمل. إلا أنه دافع عن نفسه بمرارة في مذكراته عن صورة «الوحش» الذي وصفه البعض. قدّر أنطونيو باهاموند رئيس الدعاية لكيبو ديانو في إشبيلية، أنه حتى بداية 1938 تم تنفيذ 150,000 حالة إعدام في منطقته بأوامر من رئيسه السابق. مثل مولا في الشمال. استخدم كيبو ديانو البث وسيلة للحرب النفسية. واشتهرت «محادثاته» الإذاعية من خلال مكبرات الصوت في راديو Unión Radio Sevilla يوميا في العاشرة مساءًا لتخويف العدو وتشجيع مؤيدوه القوميون في المنطقة الجمهورية بلغة مباشرة ومبتذلة بشكل عام من قادة الجمهورية.
في يناير 1937 أشرف على عمليات احتلال مالقة بمساعدة القوات الإيطالية الفاشية الآلية بقيادة الجنرال رواتا، والتي انتهت بواحدة من أكبر عمليات قتل المدنيين [الإنجليزية] في الحرب بأكملها.

### التنافر والإبعاد

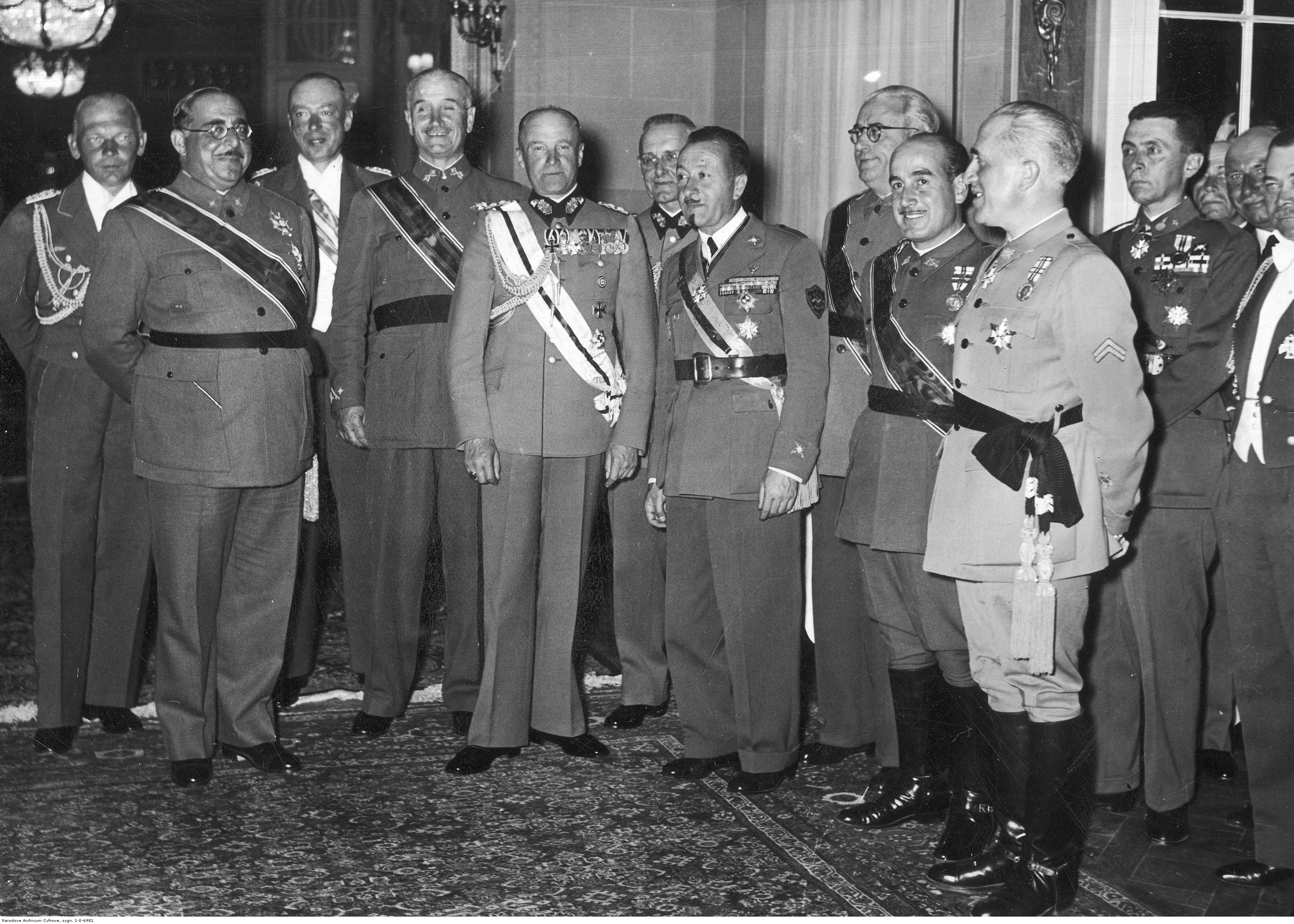
الجنرالات غونزالو كيبو ديانو وخوان ياغوي وأنطونيو أراندا يوم 7 يونيو 1939 في برلين أثناء رحلة عودة فيلق الكندور إلى ألمانيا.

بعد انتهاء الحرب ترقى كيبو ديانو إلى رتبة فريق، وهي رتبة كانت معه ولكن سحبتها منه حكومة الجمهورية. في تلك الفترة كان كلا من الجنرال سانخورخو ومولا وكابانياس قد ماتوا. فبقي كيبو وفرانكو بصفة قادة عامين generalissimo. وكان الجنرالات المنتصرين يأملون في الحصول على مكافآت من فرانكو التي يستحقونها مقابل كل ما فعلوه. في شكل نياشين أو معاشات تقاعدية كبيرة أو امتيازات سياسية أخرى. وكانوا يعتقدون أنهم يتمتعون بحقوق أكثر من الفالانخيين أو غيرهم من المتطوعين. لكن كيبو شعر أن رحلته انتهت. ماالذي يمكن أن يفعله رجل محرج مثله حتى يرسله إلى الاحتياطي؟ كان الدوتشي قد نصح فرانكو في تلك الأيام بتحرير نفسه في أقرب وقت ممكن من جميع القادة الذين لم يثق بهم من أجل الثورة. فمع شخصية كيبو ديانو المتهورة والمندفعة دخل بسهولة «الفخ». ولتجنب التجاوزات اللفظية المتوقعة في الاجتماع الاستثنائي الوشيك للمجلس الوطني للحركة، الذي ينتمي إليه تمت إزاحته من الاجتماع برحلة رسمية إلى ألمانيا حيث استقبل فيلق الكندور وهنأ هتلر وقابل غورينغ.
عند عودته استغل الذكرى السنوية الثالثة لتمرده في إشبيلية لإطلاق العنان لإحباطه. فتحدث بأسلوبه الوقح عن الإهانة التي ألحقها به فرانكو للتو من خلال منح وسام صليب القديس فرناندو الجماعية في نفس اليوم لمدينة بلد الوليد وليس لإشبيلية مركز سلطته. لم ينسب كيبو فقط الدور الرئيسي في انتفاضة 1936 إلى نفسه وإشبيلية، بل ودلل أن انتصار فرانكو وجيشه في العاصمة كان بسبب مساعدة إشبيلية في الرجال والعتاد. كما انتهز الفرصة لإدانة تعيين وزراء مهنيين وسياسيين شباب مثبتين حديثًا (في إشارة إلى الفلانخي) مؤكدًا أنه كما نصحه غورينغ يجب أن تبقى الدولة الجديدة بيد المقاتلين الذين كسبوا الحرب. فرانكو الذي استاء من شكاوى كيبو في السنوات التي كان فيها رئيسه في الجيش المغربي، بدأ مستشاريه في الشك في «عدم كفاءة» كيبو في بعض الأعمال المتهورة.
ففي داخل جهازه صنع كيبو ديانو عدوين أضحا أكثر قوة منه: الجنرال فاريلا والفلانخي سيرانو سنيور وزير الداخلية. كلاهما أرادا القرب من فرانكو. وفي 19 يوليو 1939 بسبب التهم العديدة الموجهة إليه، أزاح الجنرال فرانكو غريمه كيبو ديانو من مناصبه رئاسة المنطقة الثانية ومفتش عام لفيلق حرس الحدود (Carabineros) في المجلس الأعلى للحرب الذي عقد في بورغوس. وحل محله الجنرال أندريس ساليكيت. كان خطاب التجريم (الخاضع للرقابة في الصحافة) هو الحجة التي طالما انتظرها فرانكو.
بعدها تحول البطل إلى الشرير، ومُنع من دخول إشبيلية أو الكتابة في الصحافة. وأضحى مراقبا من الشرطة. وتم إرساله على رأس بعثة عسكرية وهمية لإيطاليا الفاشية، «لخدمة الوزارات الأخرى» للتخلص من وجوده غير المريح. في هذا الوقت بدا أن كيبو قد تاب، لكن رئيس الدولة فرانكو لم يغفر له أبدا. انطلق من ميناء برشلونة ووصل جنوة في 18 أغسطس 1939 برفقة ابنته ماروجا وسكرتيرته وصهره المستقبلي جوليانو كويفيدو وبطانة صغيرة من الشرطة والمخبرين. لا يُعرف الكثير عن واجباته في إيطاليا، لكن كل ما فعله كان معروفًا عند مدريد. اكتشف كيبو أن جاسوسه الرئيسي لم يكن سوى مساعده الخاص والمقرب منه مدى الحياة المقدم سيزار لوبيز غيريرو.

## الخاتمة
خلال سنوات حكم فرانكو، مُحِي اسم الجنرال كيبو ديانو عمليا من ذاكرة أبطال النظام. وكان من بين 16 جنرالا من الذين أعطاهم فرانكو النبالة، الماركيز كيبو ديانو (1950)، على الرغم من أنه رفض اعطاء اللقب لنفسه. فقُيِد اللقب لعائلته. عاش كيبو ديانو سنواته الأخيرة معزولا عن المجاعة السائدة وأصبح مالكا للعديد من المزارع وصيادا ومربي مواشي ومزارع لأشجار الفاكهة والقنب والأرز.
توفي في 9 مارس 1951 في ممتلكاته في منطقة كاماس، والتي أعطاه إياها مجلس مدينة إشبيلية سنة 1937، ودفن في اليوم التالي في كاتدرائية لا ماكارينا في إشبيلية.